# Kiyo Minijima
Kiyo Minijima, född 1833, död 1919, var en japansk entreprenör och filantrop. Hon blev känd som Japans rikaste kvinna. 
Hon ärvde sin makes förmögenhet 1897. Hon investerade pengarna i fastigheter och blev en fastighetsmagnat i Tokyo. Hon grundade en bank, ett fastighetsbolag och ett Trust-bolag. Hon kallades ärlig och fast och gjorde affärer mot hedersord. I November 1918 donerade hon $250,000 till Tokyo till förmån för utbildning. 